# Die Mumie (2017)
Die Mumie (Originaltitel: The Mummy) ist ein US-amerikanischer Abenteuerfilm des Regisseurs Alex Kurtzman aus dem Jahr 2017. Es handelt sich um ein Reboot der Filmreihe rund um den 1932 erschienenen Film Die Mumie und die erste Neuverfilmung im Rahmen des geplanten Dark Universe.

## Handlung
Vor etwa 3200 Jahren, zur Zeit des Neuen Reiches, soll die altägyptische Prinzessin Ahmanet den Thron besteigen und das Erbe ihres Vaters, Pharao Meneheptre, antreten. Als jedoch die erste Nebenfrau des Pharaos einen Sohn gebärt, verliert Ahmanet ihren Erbschaftsanspruch, denn gemäß altägyptischer Tradition erbt stets der älteste Kronprinz den Thron (und Meneheptre hatte bis dato keinen Sohn). Die Prinzessin fühlt sich betrogen und schließt wutentbrannt einen dunklen Pakt mit dem ägyptischen Gott Seth. Anschließend überreicht ihr Seth einen verfluchten Opferdolch, mit dem Ahmanet zunächst ihren Vater, dessen Frau und deren neu geborenen Sohn tötet. Ahmanet soll daraufhin ihren Geliebten erstechen und ihn so der Gottheit opfern: Seth benötigt einen menschlichen Körper als Wirt, um in der Menschenwelt seine Kräfte entfalten und einsetzen zu können. Gemeinsam hätten er und Ahmanet dann als Königspaar über Ägypten geherrscht. Als sie aber ihren Geliebten töten will, stürmen die Hohepriester des Pharaos im letzten Moment in Ahmanets Schlafgemach, entreißen ihr den Dolch und töten ihren Geliebten mit ihren eigenen Waffen. Als Bestrafung für die Morde und den Versuch, Seth auf die irdische Welt loszulassen, wird Ahmanet bei lebendigem Leib mumifiziert und tief unter dem Sand, weit entfernt von ihrer Heimat, vergraben. Ihr mit Bannsprüchen übersäter Sarkophag wird in einer Wanne voll Quecksilber versenkt, auch heimtückische Fallen werden im Grab angelegt.
3200 Jahre später, im heutigen Irak, wird das Grab durch einen Luftschlag freigelegt. Nick Morton, sein Begleiter Chris Vail und die Archäologin Jenny Halsey steigen hinab und bergen den darin gefundenen Sarkophag, zunächst unwissend, was darin enthalten ist. Doch Jenny wird nervös, als sie erkennt, dass das Grabmal viel mehr ein Gefängnis zu sein scheint, besonders das Quecksilber und die Fallen alarmieren sie. Chris wird von einer seltsamen Walzenspinne gebissen, daraufhin fährt Ahmanets rachsüchtiger Geist in Chris. Dies bleibt zunächst von allen unbemerkt. Mit einem Flugzeug werden die Abenteurer und der Sarkophag schließlich in Richtung England geflogen. Während des Fluges ersticht Chris den Commander Greenway und droht dann, auch die anderen Insassen zu ermorden. Nick ist gezwungen, seinen eigenen Freund zu erschießen. Daraufhin platzen die Fensterscheiben des Cockpits und ein gigantischer Schwarm Krähen dringt in das Flugzeug ein. Das Flugzeug stürzt ab und alle außer Jenny, die von Nick rechtzeitig mit einem Fallschirm versorgt wurde und abspringen kann, sterben bei dem Aufprall.
In der städtischen Leichenhalle von Oxford wacht Nick, ohne einen einzigen Kratzer und nackt, wieder auf. Dort erscheint ihm der Geist von Chris. Chris offenbart Nick, dass dieser nur überlebt habe, weil Ahmanet es so wollte: Nick soll Seth geopfert werden, er wurde auserwählt, als er den Sarkophag aufbrach. Daraufhin hat Nick Visionen von Ahmanet und wird, wie auch Jenny, durch sie zu der Absturzstelle gelockt. Dort angekommen, werden beide von der Prinzessin und ihren Untergebenen attackiert, aber in letzter Sekunde von einem Söldnerkommando gerettet. Ahmanet und Nick werden in Gewahrsam genommen. In einer Art Museum lernt Nick Dr. Henry Jekyll und kurz darauf auch dessen Alter Ego, Mr. Eddy Hyde, kennen. Der Doktor plant tatsächlich, das Ritual der Prinzessin zu vollenden, allerdings will er Seth zu seinem eigenen Verbündeten machen. Die Prinzessin hingegen schafft es unterdessen, sich zu befreien und ein Katz-und-Maus-Spiel durch ganz London beginnt. Es endet in einem U-Bahn-Tunnel, wo Jenny von Ahmanet ermordet und Nick das Gefäß für Seth wird. Doch die gute Seite in Nick siegt, er überwältigt Ahmanet und saugt ihr buchstäblich das Leben aus. Danach nutzt er Seths Kräfte, holt Jenny von den Toten zurück und verabschiedet sich von ihr, bevor er verschwindet.
Das Ende zeigt Nick und seinen wiederbelebten Freund in der ägyptischen Wüste vor den Pyramiden von Gizeh, auf der Suche nach alten Relikten.

## Hintergrund
Anfänglich sollte Len Wiseman Regie führen. Nachdem dieser absprang, wurde zwischenzeitlich Andrés Muschietti gebucht, bis letztendlich mit Alex Kurtzman der Regisseur gefunden war. Kurtzman castete Sofia Boutella als Die Mumie, da ihn ihre Darbietung als Gazelle im Film Kingsman: The Secret Service (2014) extrem fasziniert hatte. Die Mumie wurde von April bis August 2016 in Oxford und Namibia gedreht und feierte am 22. Mai 2017 im State Theatre in Sydney seine Weltpremiere. Am 9. Juni 2017 kam der Film in den Vereinigten Staaten in die Kinos, in Deutschland erschien er bereits einen Tag früher.
Mit Die Mumie plante Universal Studios den Beginn einer Neuauflage der Universal-Horrorfilme aus den 1930ern bis 1950ern, die in einem gemeinsamen Universum spielen sollten. Nachdem die Einspielerwartungen sich nicht erfüllt hatten, wurden die Pläne verworfen und Universal beschloss, stattdessen Einzelfilme umzusetzen.

## Synchronisation
Die deutsche Synchronisation entstand unter der Dialogregie von Dietmar Wunder nach einem Dialogbuch von Klaus Bickert im Auftrag von Interopa Film.
| Rolle                        | Schauspieler      | Synchronsprecher    |
| ---------------------------- | ----------------- | ------------------- |
| Nick Morton                  | Tom Cruise        | Patrick Winczewski  |
| Die Mumie/Prinzessin Ahmanet | Sofia Boutella    | Rubina Kuraoka      |
| Jenny Halsey                 | Annabelle Wallis  | Maja Maneiro        |
| Corporal Chris Vail          | Jake Johnson      | Björn Schalla       |
| Colonel Greenway             | Courtney B. Vance | Charles Rettinghaus |
| Dr. Henry Jekyll             | Russell Crowe     | Martin Umbach       |
| Malik                        | Marwan Kenzari    | Samir Fuchs         |

## Rezeption

### Kritiken
Der Film erhielt überwiegend negative Kritiken. Das Filmkritik-Portal Rotten Tomatoes gibt für den Film 16 % positive Rezensionen an und er hat einen Metascore von 34 von 100 bei Metacritic.
Manfred Riepe von epd Film meint, formal funktioniere die Neuverfilmung wie eine gut geölte Maschine: „Alle zehn Minuten wird der Zuschauer von Materialschlachten und Verfolgungsjagden durchgeschüttelt, schwerelos in einem abstürzenden Flugzeug oder unter Wasser, wo Kreuzritterzombies den Helden nach dem Leben trachten.“ Gefühlt gebe es kein Genremuster, das nicht verbraten wurde, so Riepe.
Der Filmdienst urteilt: „Neuauflage der klassischen Gruselfilmreihe, in der 85 Jahre nach Boris Karloff erstmals eine Frau als Monster auftritt. Die konturlosen Protagonisten verlieren sich in zahllosen Effekten, ohne dass den Gut-Böse-Zerwürfnissen ein annähernd spannendes inneres Ringen erwachsen würde.“

### Einspielergebnis
Nach seinem Kinostart Anfang Juni 2017 wurde der Film die weltweite Nummer 1 und erreichte unter anderem in Russland, in China, in Südkorea, in Frankreich und in der Türkei die Spitze der Kino-Charts. In Deutschland verzeichnete der Film 678.130 Besucher. Die weltweiten Einnahmen aus Kinovorführungen liegen bei rund 407 Millionen US-Dollar.

## Auszeichnungen
Bei der Verleihung der Goldenen Himbeere wurde Tom Cruise für seine Rolle als Nick Morton als schlechtester Schauspieler ausgezeichnet. Zudem war der Film in sechs weiteren Kategorien nominiert.

## Trivia
In der 75. Minute sieht man das goldene Buch aus dem Film Die Mumie (1999).
Die Szene, in der das Flugzeug abstürzt, wurde an Bord des A310 ZeroG in Phasen mit echter Schwerelosigkeit gedreht. Dazu wurde das Kabineninnere des Flugzeugs entsprechend umgebaut. Die Filmcrew litt während der Arbeiten unter starken Übelkeitsanfällen.